# Carel Hacquart
Carel (vaak gelatiniseerd: Carolus) Hacquart (Brugge, ca. 1640 – ?, ca. 1701) was een Vlaams componist die vooral actief was in de Verenigde Provinciën (het huidige Nederland). Hij is de broer van de minder bekende componist Philip Hacquart.

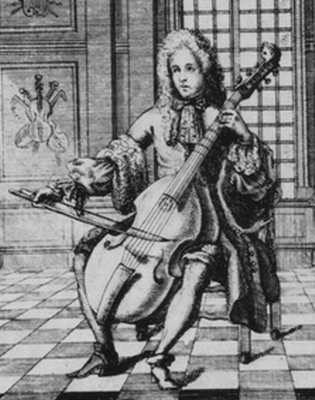
Carolus Hacquart, zoals afgebeeld in een van zijn muziekbundels

## Biografie
Carel of Carolus Hacquart werd samen met zijn broer Philippus opgeleid als koorknaap in de Sint Baafs kathedraal te Gent. Rond 1670 vertrokken zij uit het graafschap Vlaanderen naar Amsterdam, waar zij zich vestigden als vrij kunstenaar. Carel verruilde zijn werkterrein in 1679 voor Den Haag, waar hij les gaf en concerten organiseerde met steun van de bejaarde Constantijn Huygens, uit wiens briefwisseling valt op te maken dat hij Hacquart bij stadhouder Prins Johan Maurits heeft aanbevolen.
Voor zijn dagelijks levensonderhoud gaf hij les aan veel gegoede patriciërs als burgemeesters, advocaten en andere notabelen die in hun vrije tijd muziek maakten. In 1686 droeg Hacquart aan twee van deze leerlingen, de advocaten Pittenius en Kuysten, twaalf suites op. Deze konden worden uitgevoerd op één gamba, op twee gamba’s of door een gamba met continuobegeleiding. Over de periode na 1686 is niet veel bekend; op grond van de mogelijke identificatie met een persoon met een verwante naam, wordt vermoed dat hij naar Engeland getrokken is.

## Werken
Van Hacquart zijn vier collecties muziek overgeleverd:
- opus 1: een bundel motetten getiteld Cantiones sacrae uit 1674; geestelijke concerten op teksten uit onder meer Boek der Psalmen en Imitatio Chriti; het laat volgens J. Robijns een mengeling horen van stijlen (eclectisisme), met fuga-achtige muziek en af en toe declamatorische zang
- opus 2: een bundel strijkerssonates getiteld Harmonia parnassia uit 1686; een bundel Barokachtige sonates in de stijl van de School van Bologna;[1]
- opus 3: een bundel suites voor viola da gamba getiteld Chelys uit 1686; laat opnieuw een mengeling van stijlen horen
- een herdersspel, De Triomfeerende Min op een tekst van Dirk Buysero, geschreven naar aanleiding van de Vrede van Nijmegen (1678); Hacuart schreef alleen zangpartijen en de baslijn uit; de rest liet hij over aan het improvisatietalent van de musici